# Denis Jacques
Denis Jacques (26 janvier 1954 à Shawinigan au Québec (Canada) -) est un pastelliste et portraitiste canadien.
Il est l'une des figures dominantes dans l'art du portrait au Québec. Observateur de l'humanité, son expertise, tant à l'huile qu'au pastel sec, fait œuvre de référence dans le domaine du réalisme contemporain.

## Biographie
Denis Jacques fait des études classiques au Séminaire Sainte-Marie de Shawinigan de 1967 à 1972. Ensuite, il entre au Cégep de Trois-Rivières où il entreprend des études en arts plastiques. Il ne termine pas son cégep et part dégoûté par l'enseignement donné qu'il trouve totalitaire: « J'étais toujours à couteaux tirés avec mes professeurs. C'était l'époque du conceptuel : bien dessiner, s'intéresser à la tradition picturale était perçu comme rétrograde pour ne pas dire pire. »
S'éloignant des écoles, il devient rapidement autodidacte et se forme lui-même au fil des ans sur différents aspects de son art : dessin d'observation, anatomie, couleur, technique du portrait, techniques de pastel et de peinture à l'huile, etc.
À l'âge de vingt-quatre ans, pour gagner sa vie, il devient un artiste « de terrain » : tous les étés, pendant plus de vingt-quatre ans, il fait des portraits dans la vieille partie de la ville de Québec (de 1980-2003). Ce sont plus de deux cents portraits qu'il peint par saison ce qui représente au-delà de quatre mille cinq cents portraits pour cette période. Comme le Vieux-Québec et particulièrement la rue du Trésor - véritable galerie à ciel ouvert - est un des points d'attraction de la ville ainsi qu'un lieu hautement touristique, Denis Jacques a l'occasion de peindre des gens de toutes nationalités et de toutes races : Américains, Sud-Américains, Européens, Africains de différents pays, Chinois, etc. À travers ce travail, il développe sa technique et son expertise pour les nuances, les traits, l'observation, le travail de la lumière et des ombres. Il développe aussi une grande aisance pour le portrait.
En même temps que le travail au pastel qu'il fait l'été, il continue sa recherche pour développer son habileté avec la peinture à l'huile. Pour ce faire, il parfait cet art en le pratiquant et en consultant des livres comme La Technique de la peinture à l’huile de Xavier de Langlais et bien d'autres. Mais, il consulte aussi des livres qui traitent de mythologie, de symbolisme, de psyché, etc.
En 2003, il quitte le Vieux-Québec. Il ne délaisse pas pour autant le portrait qu'il continue à faire, mais à partir de commandes qu'il reçoit.
Entre 2004 et 2006, il est le président de l'Institut des Arts figuratifs.
En 2006, il reçoit le titre Maître pastelliste par la Société de pastel de l’est du Canada (SPEC).
En 2007, il met en marché un DVD dans lequel il fait une démonstration intégrale d'un portrait au pastel avec les explications sur la théorie des ombres et des lumières. Toujours la même année, il reçoit le grand prix Socrate de l'Académie Internationale des Beaux-Arts du Québec. Lors de cette remise de prix, il est présenté ainsi : « Denis Jacques a une très grande sensibilité qui atteint la perfection dans la réalisation de ses œuvres. Très personnel, il se distingue avec une grande affinité au bella arte. ».
En 2009, il devient Maître-académicien de l’Académie internationale des beaux-arts du Québec (AIBAQ).
En 2010, il reçoit une mention honorable au Salon international de San Antonio, Texas, États-Unis.
Tout au cours de sa carrière, Denis Jacques participe à de nombreux symposiums de peinture en tant que président d'honneur dont entre autres, celui du 10e Rendez-vous des peintres à Sainte-Flore (Shawinigan) en 2012.
De 1988 à nos jours, il participe à de nombreuses expositions, soit en solo, soit en groupe. Il reçoit pour son travail de nombreux prix et récompenses. En plus de peindre, il enseigne l'art du portrait. Il est plus d'une fois invité comme conférencier pour traiter de différents sujets (pastels, portrait, collection, etc.). Il fait des démonstrations à de multiples occasions dans les universités, cégeps, associations artistiques, lors de symposium, et ce, au Québec tout comme à l'étranger. Il est quasi impossible de dénombrer tous les ateliers, conférences, expositions, cours, démonstrations que l'artiste a réalisés tout au long de son parcours.
Denis Jacques est passé maître dans le réalisme contemporain. Certaines de ses œuvres font maintenant partie de collections privées et publiques. On peut trouver de ces œuvres dans plusieurs endroits dont : Hôtel de ville de Québec, Séminaire Sainte-Marie de Shawinigan, Archidiocèse de Québec, Assemblée nationale du Québec (Portrait de Mme Louise Harel).
En 2014, il continue toujours à peindre et il dirige et enseigne aussi à la galerie Portrait international à Québec. Il a pignon sur rue, sur le boulevard Charest à Québec.
Pour plus d'informations sur la vie et l'œuvre de l'artiste, voir son site officiel - l'adresse se trouve plus bas de cet article dans la section Lien externe- qui regorge de photos de ses œuvres, d'un dossier de presse, d'une biographie, etc.

## Son œuvre
Denis Jacques dit : « J'ai toujours su que j'allais être artiste… Je ne me souviens pas d'avoir voulu faire autre chose dans la vie. » Le sujet qui l'intéresse le plus, c'est l'être humain et dès son enfance, c'est ce qu'il veut dessiner : des êtres humains, des personnages. « J'ai toujours été attiré par l'être humain. J'ai commencé par faire du portrait. Puis je suis allé du portrait au corps entier. »
Comme il a peint des milliers de portraits et des centaines de nus, cela rend l'artiste « free of any preoccupation while painting. »

### Le portrait
Denis Jacques est une figure dominante dans l'art du portrait au Québec. Il est célèbre pour la qualité et la ressemblance des portraits qu'il fait et qui sont très réalistes. Mais, sa démarche l'amène au-delà de la ressemblance. Il dit à ce sujet : « L'être humain est un sentiment. Un portrait réussi est un portrait qui nous communique, hors de tout doute, la même impression que celle qu'on éprouve lorsqu'on se trouve en présence de la personne elle-même. »
Il a réalisé une quantité énorme de portraits de gens moins connus, mais aussi de gens célèbres comme Jean Charest, Louise Beaudoin, Louise Harel, Mgr Maurice Couture et Andrée P. Boucher.

### Le nu
Le nu est très souvent présent dans l'œuvre de Denis Jacques. Sur la nudité de ses sujets, Denis Jacques dit ceci : « J'ai toujours espoir, en peignant, de rendre hommage à la beauté et à la sensualité. Dieu me garde de la vulgarité et de l'indécence... ».

### Inspiration personnelle etsymbolisme
« Comme presque toujours, l'inspiration me vint en rêve… » souligne-t-il sur son site. Sur l'inspiration, il déclare : « Les rêves, les archétypes, les mythes influencent nos esprits créateurs. Ils nous rendent compte du chemin parcouru et nous guident sur les chemins à construire ».
C'est ainsi que Denis Jacques crée des œuvres d'inspiration plus personnelle. Dans cette catégorie, il peint des tableaux qui présentent des personnages souvent dénudés et peints de façon réaliste ; toutefois, ces personnages se trouvent dans un univers symbolique, onirique. Ces univers font souvent référence à la mythologie : le mythe de Séléné, Meta-Atlas, Ophélie, Spiralie, etc.

### Murales monumentales/fresques
Depuis 2001, Denis Jacques participe à la création de nombreuses murales monumentales extérieures comme peintre. Ce travail est fait en équipe où chacun peint une partie de la fresque. Certains artistes sont spécialisés dans les costumes, d'autres dans les décors, d'autres dans la végétation. Denis Jacques lui est sollicité pour peindre les personnages réalistes. Il a peint, ainsi depuis le début, plus de 270 personnages grandeur nature. Les Fresques des piliers de l’autoroute Dufferin à Québec (2001) sont un exemple de son travail de fresque ainsi que plusieurs autres à Sherbrooke, dont Les Précurseurs.

## Associations
Liste non exhaustive des associations dont Denis Jacques fait partie :
- Maître académicien au sein de l’Académie Internationale des Beaux-Arts du Québec (AIBAQ)(2009) ;
- Membre d'honneur de l’Institut des arts figuratifs du Québec (IAF) (2004-2005-2006) ;
- Portrait of Society of Canada/Société du portrait du Canada ;
- Maître pastelliste de la Société de pastel de l’est du Canada (PSEC) (2006) ;
- Regroupement des artistes en arts visuels du Québec (RAAC) (2003).

## Prix
Liste non exhaustive :
- Mention honorable, Salon international de San Antonio, Texas, États-Unis (2010)
- Grand prix Socrate de l'AIBAQ (2007)
- Titre de Maître pastelliste, Société de pastel de l'Est du Canada (2006)
- Prix de la Cité, Québec (2004)
- Sélection best 50, Salon international de San Antonio, Texas, États-Unis (2004)
- Prix du public, Symposium Anse-Saint-Jean (2004)
- Premier prix, Symposium de Stoneham (2003)
- Premier Prix de l’Institut des Arts figuratifs du Québec (IAF) (2002)
- Pour les autres, voir le site de l'artiste